# Omnibusserie
Een omnibusserie is een verzameling uitgiftes van bijzondere postzegels die met hetzelfde zegelbeeld door verschillende landen - die bij elkaar horen - zijn uitgegeven. De term omnibus is uit het Latijn vertaald 'voor allen'. Dit begrip komt voort uit de omnibusseries die door de Commonwealth (Britse Gemenebest van Naties) sinds 1935 bij verschillende gelegenheden zijn uitgegeven.
Dit betrof Groot-Brittannië en hun koloniën, later de leden van het Gemenebest van Naties. De waarde-aanduiding en de kleur kunnen van elkaar verschillen, het onderwerp is gemeenschappelijk, het zegelbeeld doorgaans ook. De eerste Commonwealth omnibusserie stamt uit 1935: het 25-jarig jubileum van koning George V. 
De gezamenlijke uitgiften van de Europazegels kunnen eventueel beschouwd worden als omnibus-uitgiften. Het verschil is dat deze zegels worden uitgegeven door landen die politiek gezien onafhankelijk van elkaar zijn. De term gemeenschappelijke postzegelemissie wordt soms ook gebruikt.